# عدنان طعیس
عدنان طعیس عکار المنتفقی (عربی: عدنان طعيس عكار المنتفقي؛ زادهٔ ۲۴ مارس ۱۹۸۰) ورزشکار دو نیمه‌استقامت اهل عراق است.
وی در مسابقات کشوری و بین‌المللی در مجموع برندهٔ ۱ مدال طلا، ۱ مدال نقره، ۲ مدال برنز شده‌است.